# As Casas
As Casas, bzw. Casas, ist eine Einzelsiedlung in der Parroquia San Pedro de Viana im Municipio (galicisch Concello) Chantada (Comarca Chantada, Provinz Lugo, Autonome Gemeinschaft Galicien).

## Lage und Infrastruktur
As Casas liegt ca. 50 m westlich von der LU-P-8015, über die man in nördlicher Richtung Comezo und in südlicher Richtung Axulfe erreicht.
As Casas war mehrere Jahre unbewohnt. Heute wird das sogenannte „Pazo“ – ein traditionelles galicisches Gebäude im Stil eines Herrenhauses – als Gästehaus genutzt. Umgeben ist die Einzelsiedlung von Landwirtschaftsflächen.